# 洨河大道站
洨河大道站是石家庄地铁1号线的地铁车站，位于中华人民共和国河北省石家庄市长安区秦岭大街与洨河大道交叉口，于2017年6月26日开通。本站曾为1号线东端终点站。

## 车站结构
洨河大道站位于秦岭大街与洨河大道交叉口，沿秦岭大街设置，呈南北走向，为地下两层岛式站台车站，车站长283.9米，最大宽度28米，车站地下一层为站厅层，地下二层为站台层，站台设置全高站台门。车站北侧设置两条出入段线，连通西兆通车辆段。
| 地面              | 出入口 | A、B、C、D出入口                                                                                  |
| 地下一层          | 站厅   | 客服中心、自动售票机、验票机                                                                      |
| 地下二层          | 站台   | \| \| \| █ 1号线往福泽（西庄） \| \| 島式 · 開左邊车门 \| \| \| \| \| \| █ 1号线往西王（南村） \| |
|                   |        | █ 1号线往福泽（西庄）                                                                             |
| 島式 · 開左邊车门 |        |                                                                                                   |
|                   |        | █ 1号线往西王（南村）                                                                             |

## 车站出口
洨河大道站共有4个出入口，各出口及周围设施如下所示：
| 出口编号                             | 照片 | 地点                               | 可到达目的地             |
| ------------------------------------ | ---- | ---------------------------------- | ------------------------ |
| 出口 · A · 扶手电梯标志              |      | 秦岭大街（东侧）                   | 南村安置区               |
| 出口 · B · 扶手电梯标志              |      | 秦岭大街（东侧）                   | 南村安置区               |
| 出口 · C · 升降机标志 · 扶手电梯标志 |      | 秦岭大街（西侧），洨河大道（南侧） | 东胜未来云，东兆通纪念堂 |
| 出口 · D · 扶手电梯标志              |      | 秦岭大街（西侧），洨河大道（北侧） | 石家庄市第五十一中学     |
| 註： 設有 \| 設有扶手電梯            |      |                                    |                          |

## 接驳交通

### 公交车
- 洨河大道地铁站：808路

## 历史
本站工程名为南村站，公示名为南村北站，正式站名为洨河大道站，以车站横跨的洨河大道命名。车站南侧规划名为东杜庄站的相邻车站被命名为南村站。
- 2017年6月26日，本站随1号线一期通车开通[1]，为1号线东端终点站。
- 2019年6月26日，1号线二期南段通车，车站不再为日常运营终点站[6]。
- 2020年1月29日，受新冠疫情影响，1号线二期停运，车站成为临时终点站[7]。3月16日，停运段恢复运营，车站不再为临时终点站[8]。
- 2021年1月9日，受新冠疫情影响，车站暂停运营[9]。2月19日，车站恢复运营[10]。
- 2022年8月28日，受新冠疫情影响，车站暂停运营[11]。9月6日，车站恢复运营[12]。